# Eurysthaea scutellaris
Eurysthaea scutellaris is een vliegensoort uit de familie van de sluipvliegen (Tachinidae). De wetenschappelijke naam van de soort is voor het eerst geldig gepubliceerd in 1848 door Robineau-Desvoidy.